# Opvs Contra Natvram
Opvs Contra Natvram – dwunasty album studyjny zespołu black-deathmetalowego Behemoth. Wydany został 16 września 2022 r. nakładem wytwórni muzycznych Nuclear Blast Records, Victor Entertainment oraz Mystic Production.

## Realizacja
Wyprodukowany przez Behemoth. Nagrań perkusji dokonano w Tall Pine Records Studio w Kolbudach k. Gdańska oraz w Dug Out Studio w szwedzkiej Uppsali, wokale i gitary zostały nagrane w warszawskim studio Sound Division, partie basowe zarejestrowano w Heinrich House Studio. Bębny współprodukował Daniel Bergstrand znany z produkcji dzieł m.in. Meshuggah, In Flames; gitary i wokal Sebastian Has; partie basowe Filip Hałucha. Żeńskie partie wokalne wykonała znana z Obscure Sphinx Zofia Fraś. Miksem  zajął się Joe Barresi (Apocalyptica, Alice in Chains, Enslaved, Kyuss, Melvins, Soundgarden, Satyricon, Tool). Mastering wykonał  Bob Ludwig (Accept, Def Leppard, Megadeth, Metallica, Ozzy Osbourne, Rush). Realizacja nagrań partii symfonicznych miała miejsce w Sound And Wave Studio w Warszawie, pod kierunkiem Jana Stokłosy.    

## Promocja
Premierę albumu poprzedziły cztery single z wideoklipami: "Ov My Herculian Exile", "Off to War!", "The Deathless Sun" oraz "Thy Becoming Eternal". Wszystkie single weszły w skład Opvs Contra Cvltvram -  streamingowego minialbumu, opublikowanego 15 września na Youtube. Koncert ten odbył się bez publiczności, został wykonany na dachu Sali Kongresowej Pałacu Kultury i Nauki w Warszawie. 

## Lista utworów
| Nr  | Tytuł utworu             | Długość |
| --- | ------------------------ | ------- |
| 1.  | „Post-God Nirvana”       | 3:10    |
| 2.  | „Malaria Vvlgata”        | 2:18    |
| 3.  | „The Deathless Sun”      | 4:43    |
| 4.  | „Ov My Herculean Exile”  | 4:43    |
| 5.  | „Neo-Spartacvs”          | 4:18    |
| 6.  | „Disinheritance”         | 4:22    |
| 7.  | „Off to War!”            | 4:47    |
| 8.  | „Once upon a Pale Horse” | 4:16    |
| 9.  | „Thy Becoming Eternal”   | 4:09    |
| 10. | „Versvs Christvs”        | 6:29    |
|     |                          | 43:15   |

## Twórcy
| Zespół Behemoth w składzie - Adam „Nergal” Darski – wokal prowadzący, gitara rytmiczna, gitara prowadząca - Tomasz „Orion” Wróblewski – gitara basowa - Zbigniew „Inferno” Promiński – perkusja, instrumenty perkusyjne oraz - Patryk „Seth” Sztyber – gitara rytmiczna, gitara prowadząca Oprawa graficzna - Anton Pavsyuk - okładka - Bartek Rogalewicz - oprawa graficzna - Sylwia Makris – zdjęcia - Oskar Szramka - zdjęcia - Christian Martin Weiss - zdjęcia Produkcja - Haldor Grunberg, Daniel Bergstrand – produkcja muzyczna (perkusja) - Sebastian Has - produkcja muzyczna (gitary i wokal) - Filip Hałucha - produkcja muzyczna (gitara basowa) - Joe Barresi, Jun Murakawa – miksowanie - Bob Ludwig – mastering - Jan Stokłosa - orkiestracje |  | Gościnnie - Zofia Fraś - wokale (utwory 9, 10) - Einar Selvik - instrumenty perkusyjne (utwór 1) - Wawrzyniec Dramowicz - instrumenty perkusyjne, kotły - Michał Łapaj - pianino (utwór 10) - Piotr Wróbel - tuba |